# Sušak
Sušak je naselje na Kvarneru od 30.000 stanovnika koje je od 1948. sastavni dio Rijeke.
Centar Sušak je mjesni odbor grada Rijeke, koji ima 1812 stanovnika.

## Zemljopis
Naselje Sušak smješteno na krajnjem zapadu Hrvatskog primorja na lijevoj obali Rječine koja čini granicu prema povijesnoj pokrajini Juliji. Obuhvaća područje do uvale Martinšćica (na istoku) te Orehovice (i sela na lijevoj strani Rečine) sjeverozapano i Sušačke Drage i Sv. Kuzma (na sjeveroistoku). Trsat je najstarije naselje na Sušaku. 2011. je imao oko 30.000 stanovnika.

## Etimologija
Sušak (u užem smislu - područje na lijevoj obali Rječine) je dugo vremena nenaseljen i opisno ga Riječani nazivaju 'oltre la Fiumara', alla riva tersattana di Fiumara', 'trans pontem, sottoTersatto' ili 'San Lorenzo' (po kapelici) te hrvatski preko Rečine, SV. Lovreč.
Prvi put se ime Sussach spominje u jednom dokumentu od 14. IV. 1822. za područje od Marganova do Pećina te na sjev. do stare ceste za Trsat (kao posjed trsatskog franjevačkog konventa). Priča da je Sušak dobio ime jer su Fijumanke tu sušile robu spada u pučku etimologiju jer perilo je bilo na Školjiću (Scoglieto) gdje je bilo dovoljno mjesta i za sušenje rublja i bilo bi apsurno ići skelom, kasnije mostom preko granice sušiti robu. G. Kobler je u vjerojatno u pravu kada pretpostavlja da je to bio naziv za suho područje nastalo nasipavanjem velikog područja, čitav kvart od hotela Kontinental do današnjeg Mrtvog kanala (kasnije Delta) pa do Brajdice na istoku je na nasutom terenu (pored ostalog i od svog građevinskog otpada nakon razornog poresa u Rijeci 1750. ovdje nasipavanog). Današnja Brajdica je početkom XIX. st. kultivirana i tada je nazvana Brajda. 1855. je kroz taj nasip probijeno novo korito Rječine i stvorena je Delta.

## Povijest
Gradina na Trsatu je najstarije naselje na području Sušaka, kašteljer keltsko-ilirskog plemena Japoda, kojima je to bilo naselje najbliže moru jer su na primorju obitavali Liburni. Osvajanjem Rimljana i stvaranjem castruma i naselja Tarsatica na desnu obalu Rječine, trsatska gradina ostaje napuštena sve do nesigurnih vremena provale barbarskih plemena na zalasku Zapadnog rimskog imperija, kada se Tarsatičani sklanjaju u Istru ili na sigurniju utvrdu na Trsatu. Kako je Tarsatica bila potpuno srušena i nije stoljeće-dva blo kontinuiteta života taj se toponim seli na trsatsko brdo, gdje, uz fonetske promjene, ostaje do danas: Tarsatica>Tersatico>Tersato>Trsat. Pretpostavlja se da se 799. franačka opsada Tarsatice u kojoj 799. pogiba Eric od Furlanije odvijala na padinama Trsata, ali kako za to nema dokaza, a spominje se da u znak odmazde 780. Karlo Veliki spaljuje Tarsaticu, pa je vjerojatnije da se ipak radi o antičkom gradu na desnoj obali Rječine te da se nakon tog razaranja, toponim seli na utvrdu na brdu. Toponim Tarsatico, Tersattico (vjerojatno Trsat) se spominje u ranom srednjem vijeku, a u XV. st. postaje posjed krčkih knezova Frankopana, koji 1453. daju zemljište franjevačkom konvektu. 1531. uskočki kapetan Petar Kružić gradi Trsatske stube od Sušaka (u tadašnjem užem poimanju tog toponima za području istočno od donjeg toka Rječine) prema franjevačkom samostanskom kompleksu s crkvama.

### Novi vijek
Nakon ukidanja Severinske županije 1787. godine, na obalnom području od Rijeke do Senja formirano je tzv. Ugarsko primorje, podijeljeno na tri kotara: riječki, bakarski i vinodolski. U XVIII st. preko mosta su postojale samo 3 kuće, ospizio dominale, zgrada carine te baraka, a kasnije nadodana kuća za smještaj carinika. Područje Trsata, Sušaka, Vežice i Drage spadalo je u bakarski kotar. 
Za vrijeme francuske uprave u razdoblju od 1809. do 1813. upravnu vlast nad Trsatom, Sušakom, Donjom Vežicom i Dragom imao je Riječki magistrat, a nakon odlaska Francuza uprava Riječkog magistrata ostala je nad ovim područjem sve do 1834. godine, kada je odredbom cara Franje II. Rijeka morala vratiti ovo područje Bakru. Godine 1874. dolazi do nove podjele i osnivanja trsatske općine kojoj su pripadali područje Sušaka, Vežice i Trsata. Sjedište je isprva bilo na Trsatu, a 1882. Sušak postaje sjedištem kotara.
U to se vrijeme Sušak naglo razvijao i preobrazio se iz seoskog neurbaniziranog naselja u pravo gradsko naselje. Izgrađene su upravne, zdravstvene, školske i druge javne zgrade, te komunalni objekti – ceste, vodovod, javna rasvjeta i dr.
Gradska općina Sušak obuhvaćala je naselja Sušak, Trsat, Donju Vežicu, Dragu, Kostrenu sv. Barbare i Kostrenu sv. Lucije, površine oko 25 km², a najstarije sušačke prometnice su ceste Lujzijana, Dorotea i Karolina, koje preko Gorskog kotara idu za Karlovac, te željezničke pruge iz pravca Zagreba i Ljubljane. Pomorski promet obavljao se u luci Baroš na vrhu Mrtvog kanala, Delti i Brajdici, dok je na Grobničkom polju djelovala zračna luka.
Sušak je proglašen gradom 23. listopada 1919. godine ukazom Petra I. i tada je imao oko 12.000 stanovnika.
Podjelom Slobodne Države Rijeka – Stato Libero di Fiume, prema Rimskom ugovoru 1924. Italija anektira veċi dio riječke države, a Sušak, koji postaje dio Kraljevine SHS, dobiva Deltu i Porto Baroš.
U okviru napada sila Osovine na Jugoslaviju Kraljevina Italija prema Rimskom sporazumu s Pavelićem okupira i anektira dio Hrvatskog primorja i velik dio Gorskog kotara, na što Sušačani reagiraju i osnivaju na Tuhobiću partizanski odred 'Božo Vidas Vuk', prvu partizansku jedinicu u Hrvatskoj na čelu s Mošom Albaharijem. U antifašističkom pokretu otpora sudjeluju brojni Sušačani, između ostalog i sportaši sušačkih radničkih klubova 'Victorije' i 'Orijenta'.
Dana 1. veljače 1948. godine održani su izbori za Gradske narodne odbore u Rijeci, čime su stvoreni temelji za spajanje Rijeke, Sušaka i Zameta. 10. veljače 1947. godine Mirovnim ugovorom između FNRJ i Italije u Parizu, 175 km2 Okupacione zone A Julijske pokrajine međunarodnopravno pripalo je Jugoslaviji, odnosno Sloveniji i Hrvatskoj.  
Dana 12. veljače 1948. godine održana je prva sjednica NO Rijeka, kada je i osnovan Kotar Rijeka, sastavljen od Općine Sušak, Općine Stari grad (Rijeka) i Općine Zamet.

## Podjela Sušaka
Kvartovi i naselja koja pripadaju Sušaku (u zagradama broj stanovnika prema popisu iz 2001. i 2011.):
- Bulevard (2.474 * 2.067),
- Centar Sušak (2.120 * 1.812)
- Draga (1.514 * 1.463),
- Grad Trsat (2.336 * 2.296),
- Krimeja (3.180 * 3.180),
- Orehovica (589 * 539),
- Pašac (472 * 410),
- Pećine (3.118 * 2.546),
- Podvežica (7.160 * 6.110),
- Svilno (890 * 846),
- Sv. Kuzam (243 * 240),
- Vežica (7.731 * 6.783)
- Vojak (3.501 * 2.854).

Ukupno Sušak je 2001. imao 35.328 stanovnika, a 2011. je pao na 31.146.
Orehovica, Pašac i Svilno nisu gradski kvartovi Sušaka, već su naselja Grobničkog polja administrativno pripojena Sušaku.

## Obrazovanje
- Srednje škole:

- Sušačka gimnazija (Prva sušačka hrvatska gimnazija s tradicijom od 1896. g.)
- Privatna srednja škola (ex Park hotel),
- Građevinska tehnička škola
- Srednja škola za primijenjenu umjetnost.

Na Sušaku se nalazi i Dom učenika "SušakAstronomski centar na Vežici
- Na Vežici se nalazi znanstveno-edukativni Astronomski centar Rijeka

- Rektorat Sveučilišta u Rijeci

- Sveučilišni Campus, popularno nazvan 'Kampusarna0 (Campus+(ka)sarna), na prostor ex Trsatske vojarne su, po uzoru na angloamerička sveučilišta, preseljeni fakulteti iz središte Rijeke te izdvajaju studenati iz urbanog života Rijeke. Tu su smješteni:

Akademija primijenjenih umjetnosti
Filozofski fakultet
Građevinski fakultet
Biotehnološki fakultet

Odjel fizike Medicinskog fakulteta

## Kultura
- HKD na Sušaku

- Trsatska čitaonica

- Klub Sušačana
- Teatar Traffic

- Amatersko kazalište Viktor Car Emin
- Galerija Kortil
- Villa Ružić - Spomenička biblioteka i zbirka Mažuranić-Brlić-Ružić
- Trsatska glazba

- Hor 'Jeka Primorja'

- Časopis Sušačka revija

## Sport
Sušak ima jaku sportsku tradiciju najviše vezanu za 1908. godinu kada se na Trsatu osniva NK Slavija (aktivan do 1941.) te kada učenici Sušačke gimnazije utemeljuju srednjoškolski sportski klub koji 1910. godine mijenja ime u Hrvatski športski klub Victoria da bi 1920-ih postali Jugoslavenski sportski klub Victoria. Najstariji je plivački klub u Hrvatskoj, a ima i jaku nogometnu sekciju. Od 1922. postaju višestruki državni prvaci u plivanju, a 1938. postaju i jugoslavenski prvaci u vaterpolu. Između dva rata djeluje i teniska sekcija (1922.), tzv. češki rukomet (1924.), lakoatletičarska te košarkaška sekcija (1938.) koja s ekipom „Sokol 2“ iz Zagreba održava prvu službenu košarkašku utakmicu u povijesti košarke u Jugoslaviji. Pod tim imenom je djelovao do završetka Drugog svjetskog rata, a posle rata promijenjeno je ime u Plivački i vaterpolo klub 'Primorje' (koje je sa Sušaka preseljeno u Rijeku, najprije na bazenu Školjić, a zatim na Kostabelu).
Sušak ima jaku nogometnu tradiciju: Victoria je prvu nogometnu utakmicu odigrala 4. listopada 1911. Protivnik je bila Olimpija iz Karlovca, a rezultat 12:0 u korist Victorije. Ovo je bila i prva utakmica koja se igrala po pravilima nogometne igre.  Zatim je tu tradicija sušačkog nogometnog radničkog kluba 'Orijent'. 
Na Sušaku djeluje i Taekwondo klub „Sušak“, Košarkaški klub Bulevar, Ženski košarkaški klub „Sušak“, rukometni klubovi Pećine i Trsat, muški i ženski odbojkaški klub Gornja Vežica, Ženski odbojkaški klub "Sušak", boćarski klubovi Vežica i Trsat, SD V. Lenac, Veslački klub Jadran i drugi.
Od spotskih objekata na Sušaku se nalazi Dvorana Mladosti, nogometni stadion Krimeja, atletska staza na 'Kampusarni', tenis tereni na Pećinama, Dvorana za borilačke sportove Sušak, Boćarski centar Podvežica.

## Poznate osobe
- Skulptura Polić Kamova na Titovom trgu, rad Zonimira KamenaraJanko Polić Kamov, hrvatski avangardni književnik
- Ödön von Horváth, austrijski književnik
- Ivo Margan, hrvatski liječnik i diplomat, član Izvršnog odbora Svjetske zdravstvene organizacije, izvršni direktor UNESCO-a
- Zdravko Kučić, hrv. liječnik, partizan
- Nikola Polić, pjesnik
- Bartol Zmajić, hrv. arhivist i stručnjak s područja pomoćnih povijesnih znanosti
- Kazimir Katalinić, hrvatski povjesničar, publicist i emigrantski političar
- Lovro von Matačić, hrv. dirigent i skladatelj
- Slava Wimmer Johnny, jugoslavenska rekoderka u plivanju
- Đuro Stipetić,  hrvatski inženjer strojarstva i rektor Sveučilišta u Zagrebu
- Igor Emili, hrvatski arhitekt
- Neva Rošić, hrv. kazališna, glumica i redateljica
- Mira Raduna Ban, hrv. partizanka
- Dunja Rihtman-Auguštin, hrvatska etnologinja i kulturna antropologinja
- Bosiljka Janjatović, hrvatska povjesničarka
- Neda Šimičić, pjesnikinja, slikarica, performerka
- Dušan Prašelj, hrvatski dirigent
- Stjepan Haramija, hrvatski veletrgovac, poduzetnik
- Ivo Maček, hrvatski pijanist, klavirski pedagog, skladatelj i akademik
- Dragutin Ciotti, hrvatski gimnastičar
- Katinka Mittel, hrv. plivačica, partizanka
- Berislav Borčić, st., (r. 1891.), hrv. liječnik i higijeničar, gl. savjetnik Svjetske zdravstvene organizacije (iz Drage Gornje kod Sušaka)
- Berislav Borčić, ml., (r. 1932.), hrv. epidemiolog
- Miljenko Zgrablić, hrv. nefrolog
- Vjekoslav Knežević, hrv. pjesnik
- Viktor Ružić, hrvatski političar
- Abdon Smokvina, hrvatski sportski djelatnik
- Zdenko Kolacio, hrvatski arhitekt i urbanist
- Belizar Bahorić, hrvatski likovni i primijenjeni umjetnik[12]
- Ivica Jobo Curtini, hrvatski vaterpolist
- Duško Marčeta, hrvatski arhitekt i plivač
- Fran Barbalić (1878.), hrvatski pedagog i povjesničar

## Galerija slika
- Granica na Sušaku 1929. godine
- Most preko Rječine 1945. godine